# Scapheremaeus clavisetus
Scapheremaeus clavisetus är en kvalsterart som beskrevs av Sandór Mahunka 1978. Scapheremaeus clavisetus ingår i släktet Scapheremaeus och familjen Cymbaeremaeidae. Inga underarter finns listade i Catalogue of Life.